# ولاء الدين (اسم)
ولاء الدين هو اسم عربي يستخدم للذكور، أما اسم «ولاء» فإنه يُستخدم للذكور والإناث. وتعني كلمة «ولاء» الإخلاص والأمانة والوفاء، أما الاسم المركب «ولاء الدين» فيعنى الإخلاص والأمانة والوفاء للدين.
ممن تسمى به:
- ولاء الدين يعقوب